# اسفید
اسفید، روستایی است از توابع بخش قاهان شهرستان جعفرآباد در استان قم ایران.

## جمعیت
این روستا در دهستان کهندان قرار دارد و براساس سرشماری مرکز آمار ایران در سال ۱۳۸۵، جمعیت آن ۲۸۹ نفر بوده‌است.